# Вейншток, Яков Маркович
Яков Маркович Вейншток (1899, Речица Розентовской волости (по другим данным деревня Савники Режицкого уезда) Витебской губернии, Российская империя —  23 февраля 1939, Москва,  СССР) — сотрудник ЧК-ОГПУ-НКВД СССР, старший майор государственной безопасности (1935). Начальник Тюремного (с 25 декабря 1936 — 10-го) отдела Главного управления государственной безопасности НКВД СССР. Расстрелян в 1939 году, реабилитирован посмертно.

## Ранние годы
Родился в еврейской семье мелкого торговца. Окончил 4 класса городского училища, работал конторщиком в частной фирме в Петрограде. С декабря 1918 года в Красной Армии — служил писарем стрелкового батальона в Вологде. Член РКП(б) с 1919 г.

## ВЧК-ОГПУ-НКВД
В органах ВЧК-ГПУ-НКВД с мая 1919 года. В 1919—1922 годах служил в особых отделах на Севере России и Украине: помощник начальника Тотемского особого пункта Особого отдела 6-й армии, начальник Котласского особого пункта Особого отдела 6-й армии, заместитель начальника Особого отдела Северо-Двинской военной флотилии, заместитель начальника Особого отдела Беломорского флота, начальник Информационного отдела Особого отдела 14-й армии, начальник Особого отдела 41-й, затем 44-й стрелковых дивизий. С 1922 года в контрразведке и пограничных войсках — начальник Особого отдела 24-й стрелковой дивизии, член коллегии Волынской губернской чрезвычайной комиссии, инспектор, начальник 1-го и 2-го спецотделов Особого отдела Северо-Кавказского военного округа, помощник начальника Контрразведывательного отдела Полномочного представительства ГПУ УССР на Правобережной Украине, начальник подотдела охраны границ Полномочного представительства ГПУ УССР на Правобережной Украине. В 1923 году, после назначения Е. Г. Евдокимова полпредом ОГПУ на Северном Кавказе — помощник начальника Контрразведывательного отдела, помощник и заместитель начальника части погранохраны и инспектора войск ГПУ, начальник административно-организационного управления полпредства ОГПУ на Северном Кавказе.
Во время чистки в партии в 1921 году был исключён как «интеллигент», в 1926 году вступил в ВКП(б) на общих основаниях, решением Контрольной комиссии Северо-Кавказской краевой партийной организации прежний партийный стаж был восстановлен.
С 1930 года работал в центральном аппарате ОГПУ-НКВД — начальник административного отдела Административно-организационного управления, одновременно начальник части по охране границ Главного управления погранохраны и войск, заместитель начальника Центральной школы ОГПУ, помощник начальника Главной инспекции милиции. С августа 1931 года  — управляющий делами ОГПУ, одновременно председатель правления кооператива ОГПУ. С 1933 года заместитель начальника Отдела кадров ОГПУ, с июля 1934 года — начальник Отдела кадров ГУГБ НКВД и сектора (с октября 1934 — отдела) кадров НКВД СССР, одновременно начальник Центральной школы ОГПУ-НКВД (март 1933 года— октябрь 1936 года). После назначения в НКВД нового народного комиссара — Н. И.Ежова — Вейншток был освобождён от должностей и назначен начальником 10-го (тюремного) отдела ГУГБ НКВД. Как начальник отдела несет ответственность за массовые расстрелы з/к в местах заключения НКВД в рамках приказа №00447 в 1937-1938 годах.
С апреля 1938 года переведён на должность заместителя народного комиссара водного транспорта СССР, при этом с 8 апреля этого же года наркомом ВТ СССР по совместительству был назначен  генеральный комиссар государственной безопасности Н. И. Ежов.
Арестован 21 сентября 1938 года (ордер на арест датирован 25 ноября 1938 года). Внесен в список Л. Берии-А. Вышинского от 25 февраля 1939 г. по 1-й категории. Расстрелян в ночь на 23 февраля 1939 года по приговору ВКВС СССР по обвинению в "участии в контр-революционной организации в органах НКВД СССР" вместе с группой руководящих сотрудников центрального аппарата НКВД и региональных управлений (Н. М. Быстрых, С. Г. Волынский, М. Л. Гатов, С. Г. Гендин, М. А. Листенгурт, С. Б. Балаян и др.). Место захоронения - могила невостребованных прахов №1 крематория Донского кладбища. Реабилитирован посмертно 19 января 1957 года ВКВС СССР.

## Награды
Награждён орденом Красной Звезды (1937), 2 знаками «Почётный работник ВЧК-ГПУ».

## Адрес
Москва, Фурманный переулок, дом 15, квартира 12.